# Выборгская ратуша
Выборгская ратуша — историческое здание в центре Выборга, где традиционно заседали органы местного самоуправления. Обычно ратушей называют здание на площади Старой Ратуши, прямо перед входом в которое высится памятник Торгильсу Кнутссону. Более позднее здание присутственных мест на Соборной площади ныне приспособлено под кинотеатр. Здание признано объектом культурного наследия народов РФ регионального значения. Современный адрес: 188800, Ленинградская обл., г. Выборг, Центральный м-н, ул. Крепостная, дом 2.

## История
Официально право иметь орган городского самоуправления было получено Выборгом в 1403 году, но здание ратуши появилось не сразу. Ещё при посещении города шведским королём Густавом Вазой в 1555 году поднимался вопрос о необходимости строительства ратуши. Первая ратуша была деревянной и сгорела в 1628 году.
До наших дней сохранилось здание ратуши, построенное в 1643 году, первоначально двухэтажное и самое вместительное в городе. Оно было возведено на площади у так называемых Круглых ворот при въезде в Выборг с западной стороны. Поскольку, в отличие от предыдущего здания магистрата, у ратуши не было традиционной башни, к ней была приписана утратившая оборонное значение отдельно стоящая башня городских укреплений.
Согласно закону короля Магнуса, в Выборгской ратуше должны были заседать шесть бургомистров и городской совет из 30 членов, однако на практике в Выборге избиралось не больше четырёх бургомистров и 8-10 членов совета. Половину членов совета (ратманов), согласно закону 1471 года, должны были составлять немцы, а другую половину — местные. С середины XVII века законодательство изменилось: городской совет стал называться магистратом. Выборгу полагалось три бургомистра и восемь ратманов, однако горожане обычно избирали двух бургомистров и шесть членов совета. Выборгский магистрат заседал почти ежедневно. Его представители регулярно направлялись на сессии парламента в Стокгольм. Помимо магистрата, в ратуше проводились заседания четырёх коллегий: судебной, торговой, финансовой, а также коллегии строительства и гильдий.
Спускаясь в подвальное помещение, посетители попадали в винный погребок: справа, в комнате с кафельной печью, отдыхали купцы и другие богатые горожане, а слева, в комнате с дымовой трубой — публика попроще. Случалось, что общение его посетителей завершалось побоями, и тогда последующие разбирательства происходили тут же, но на других этажах здания.
Во время бомбардировки города русскими войсками в 1710 году здание ратуши получило сильные повреждения, но в дальнейшем было отремонтировано.
После постройки новых присутственных мест (магистрата) бывшая ратуша в продолжение XIX века неоднократно меняла назначение, а в 1898 году была реконструирована по проекту архитектора Б.Блумквиста в стиле неоренессанс: надстроены третий и мансардный этажи в целях приспособления под открытый в 1895 году Выборгский историко-этнографический музей, основу коллекции которого составили картины и предметы старины, переданные в дар городу меценатом В. Т. Громме. С этого времени на флюгере размещается дата строительства ратуши (1643), а на фронтоне — дата перестройки (1898). В 1908 году на площади перед зданием был установлен памятник Торгильсу Кнутссону.
Бывшая ратуша сильно пострадала во время Советско-финляндской войны (1939—1940), но в послевоенные годы здание было восстановлено и в 1958 году приспособлено под жилой дом с перестройкой мансардного этажа и изменением формы кровли.
23 октября 2015 года на чердаке здания произошло возгорание, переросшее в пожар. В 2022—2024 годах проведены работы по капитальному ремонту, предусматривающие реставрацию фундамента, фасада и крыши и приведение внешнего вида дома в соответствие с довоенным обликом. Восстановлена значительная часть фасадного декора, в том числе акротерии, флюгеры и раскрашенные гербы.

## Галерея

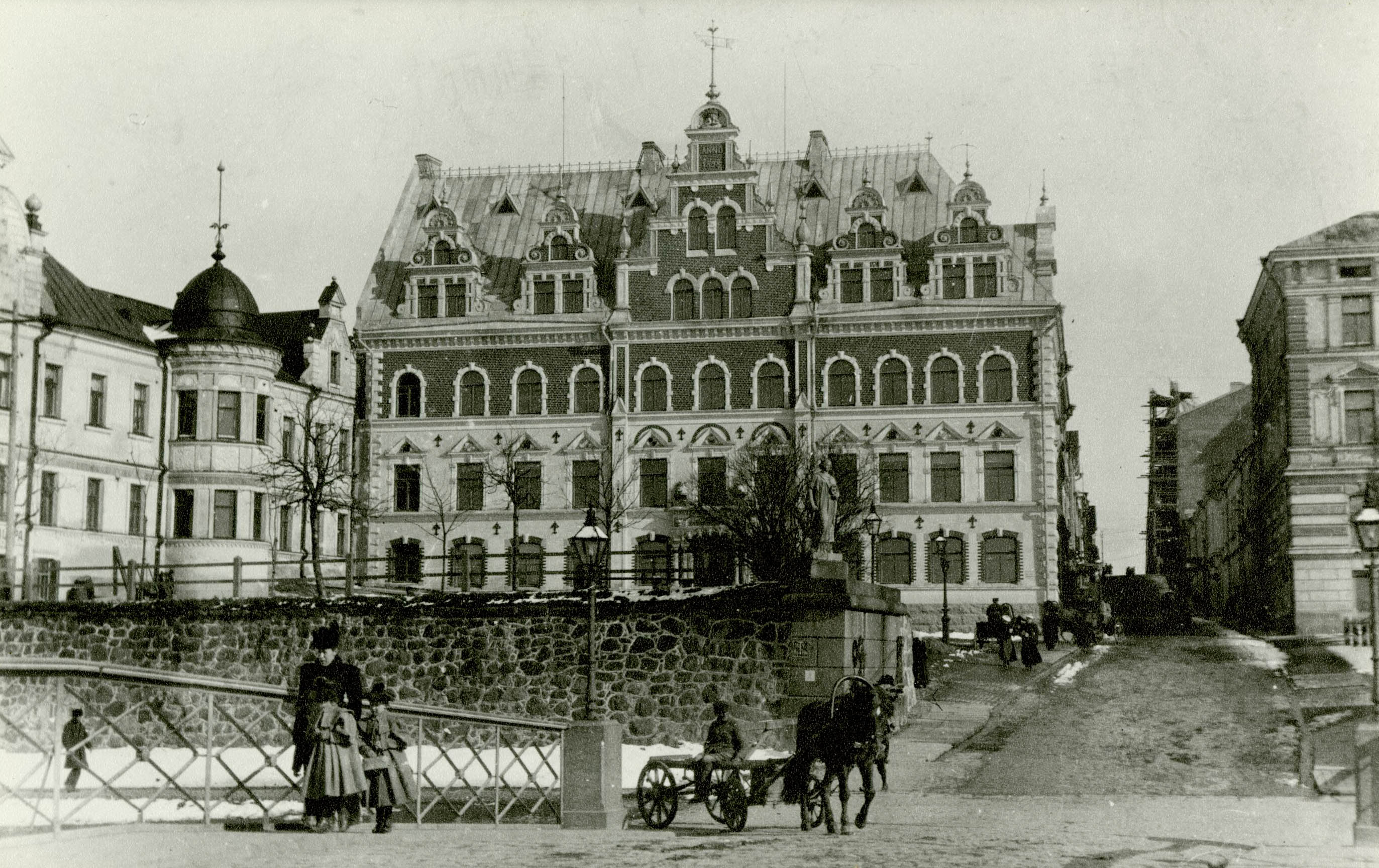
Здание ратуши после реконструкции 1898 года
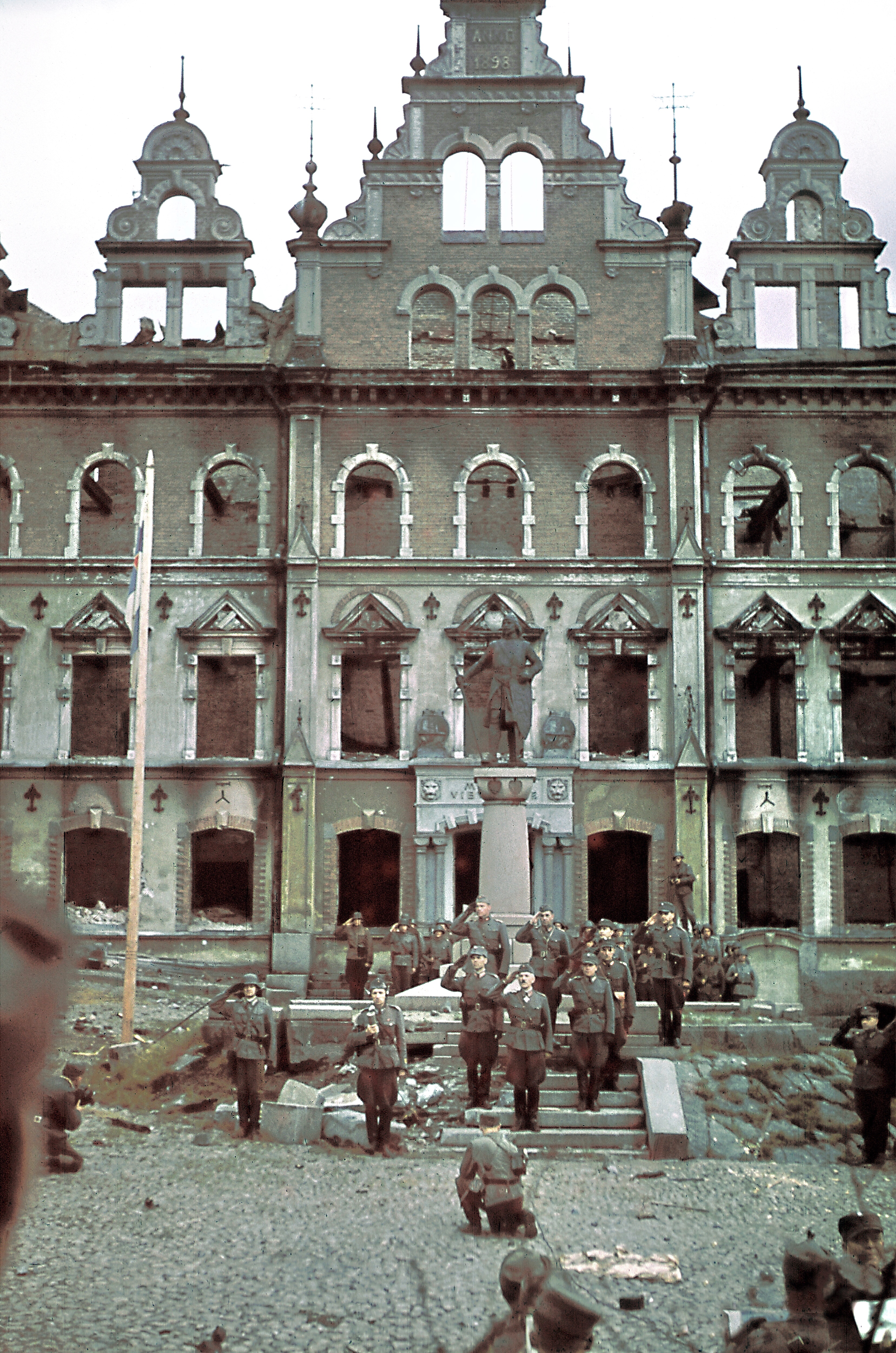
Здание в 1941 году, сильно поврежденное в ходе Советско-финляндской войны
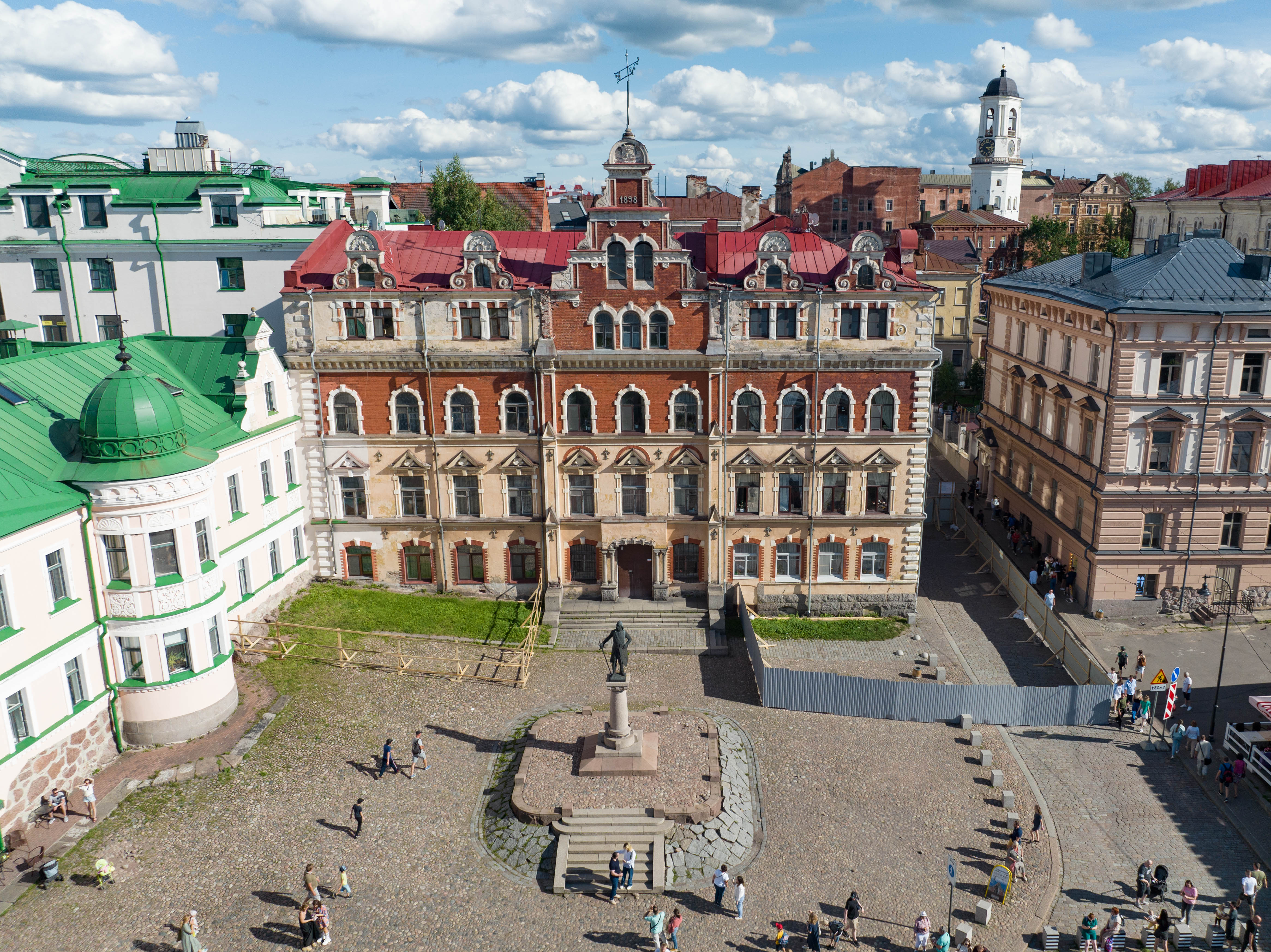
Здание ратуши перед началом реставрации в 2022 году
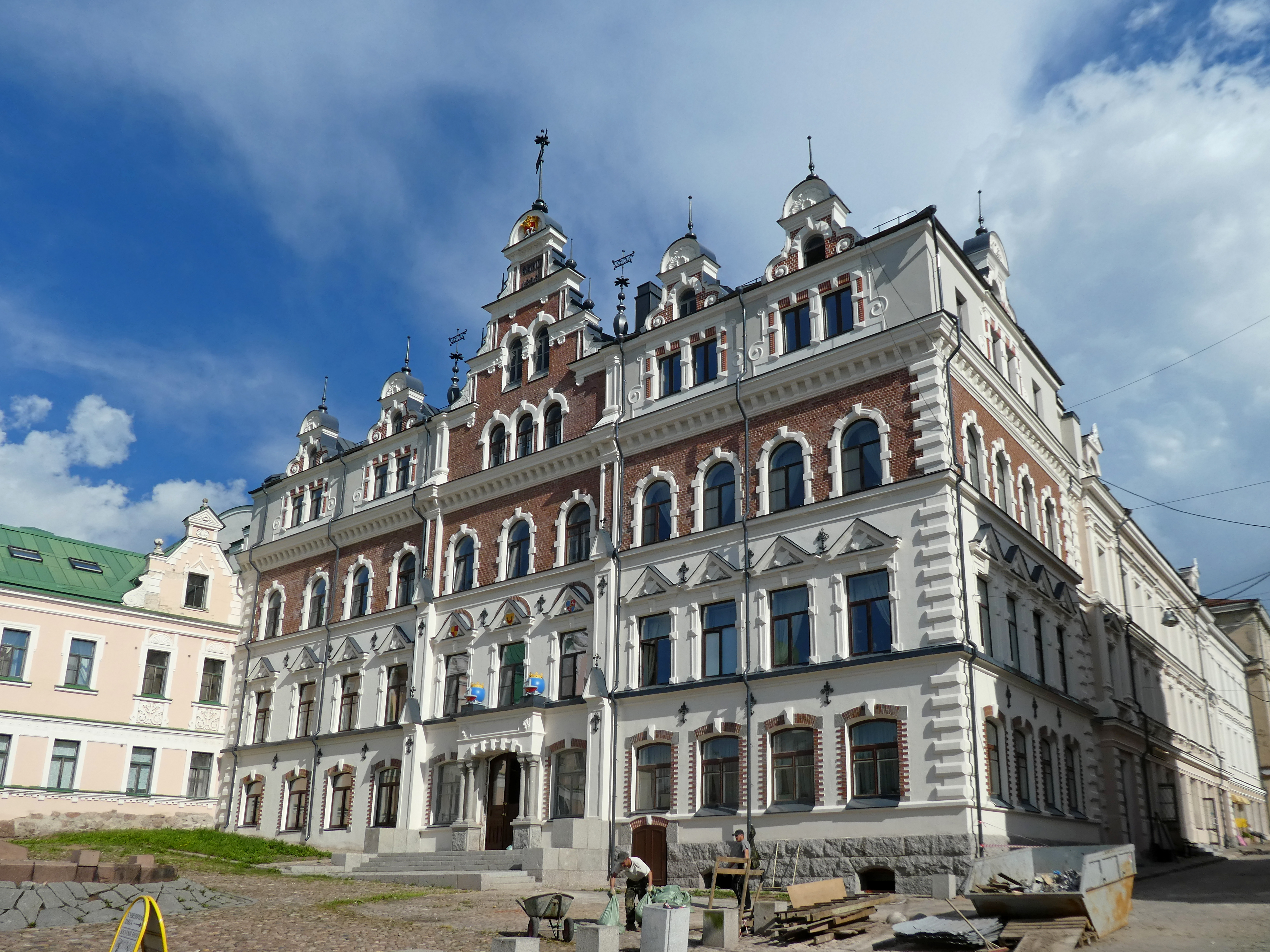
Здание ратуши в 2024 году
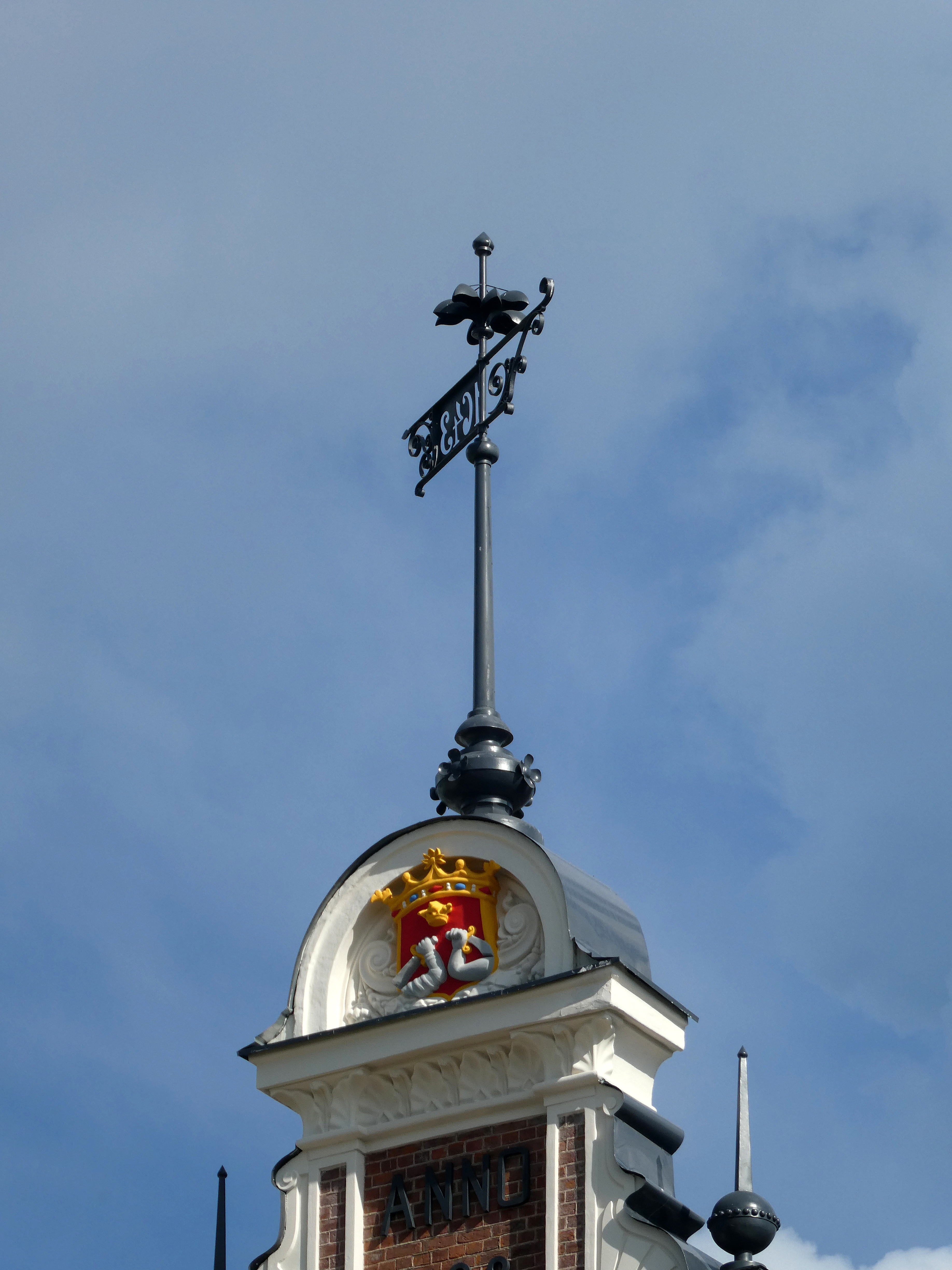
Верхняя часть фронтона с историческим гербом Карелии и флюгером